# Мыртова
Мыртова — река в России, протекает по Тарскому району Омской области (Тарский район). Устье реки находится в 24 км по правому берегу реки Имшегал. Длина реки составляет 18 км.
В 5 км от устья, по левому берегу реки впадает река Кортунь.

## Данные водного реестра
По данным государственного водного реестра России относится к Иртышскому бассейновому округу, водохозяйственный участок реки — Иртыш от впадения реки Омь до впадения реки Ишим, без реки Оша, речной подбассейн реки — бассейны притоков Иртыша до впадения Ишима. Речной бассейн реки — Иртыш.
Код объекта в государственном водном реестре — 14010100312115300006973.